# Faktorei 21

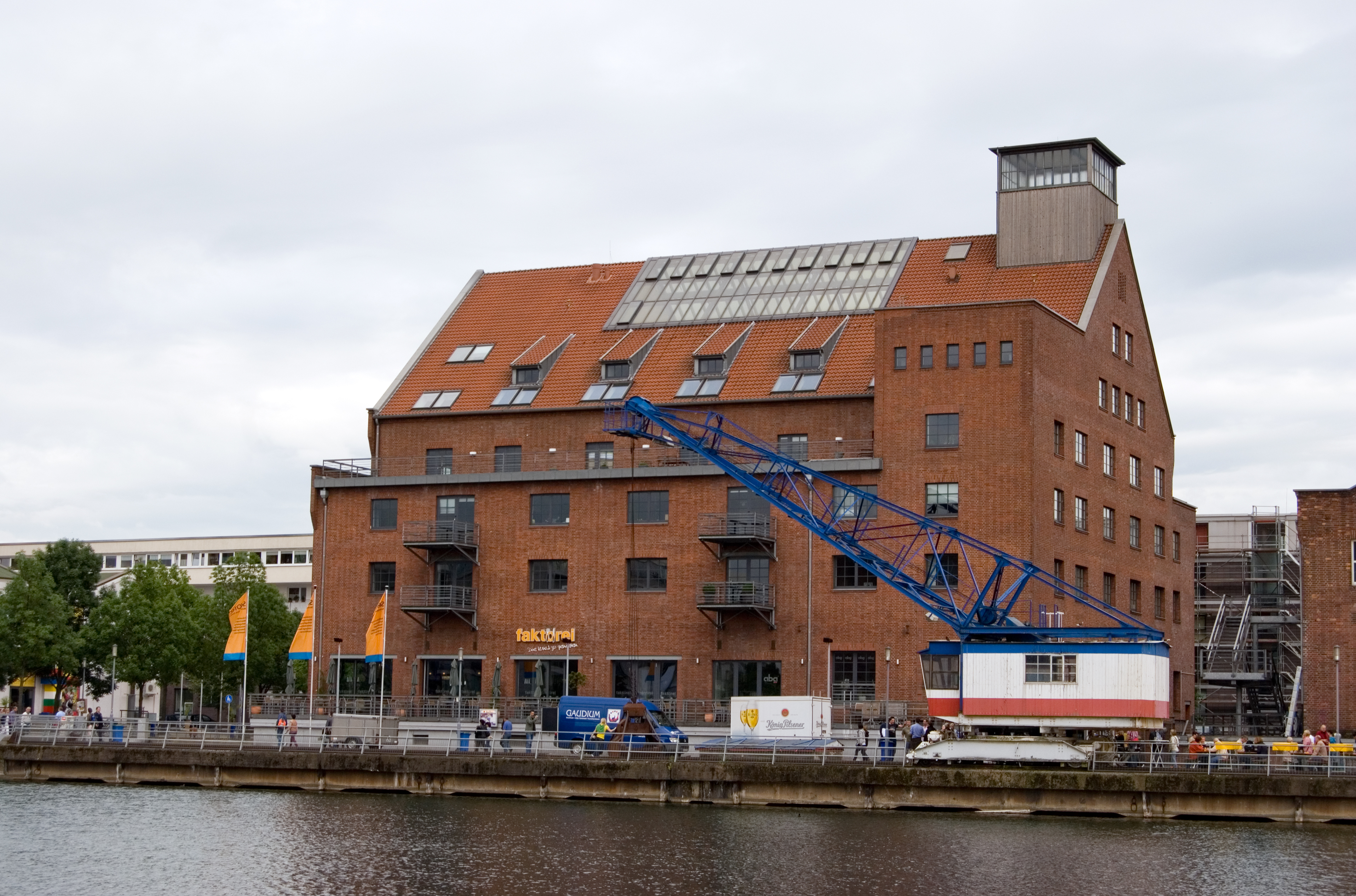
Die Faktorei 21, davor der Kran des Hafenforums

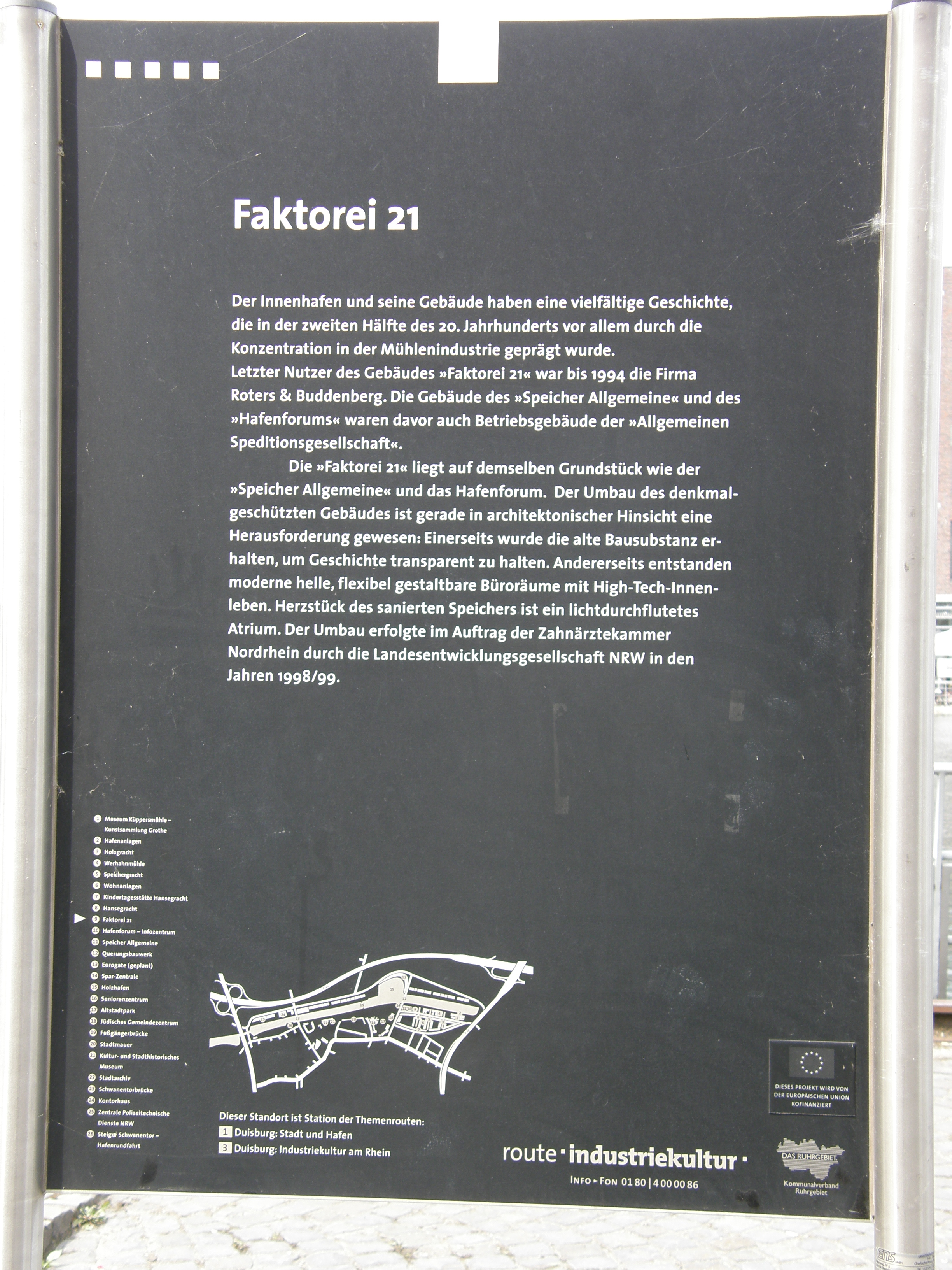
Infoschild vor dem Gebäude

Die Faktorei 21 ist ein ehemaliges Logistikgebäude im Innenhafen von Duisburg. Seit Abschluss der Renovierung im Frühjahr 2000 wird es als Büro- und Gastronomiegebäude genutzt.
Es befindet sich in der Speicherzeile am Südufer des Innenhafens zwischen der Werhahnmühle und dem Hafenforum direkt an der Hansegracht. Das vierstöckige Gebäude steht mit der Traufe zum Hafenbecken. Mit dem Umbau wurde das Satteldach in der Mitte nicht mehr mit Ziegeln, sondern mit einer Glasfläche versehen, sodass ein helles Atrium zur Belichtung der innen liegenden Büros entstand. Im Erdgeschoss befindet sich die Gastronomie 'Faktorei', welche auch die Promenade am Hafenbecken zur Bewirtung nutzt. 
Errichtet wurde das Gebäude ursprünglich um 1900 auf dem früheren Holzlagerplatz der Firma Luis Windhorst am Stapeltor Kai. Nach Übernahme durch die Allgemeine Speditions-Gesellschaft kamen ein Silo und kleinere Getreidespeicher hinzu. Nach den Zerstörungen durch Bombenangriffe im Zweiten Weltkrieg wurde es – wie das benachbarte Hafenforum – in den 1950er Jahren wieder neu aufgebaut.
Anlass für den letzten Umbau war der Masterplan von Sir Norman Foster and Partners zur Umgestaltung des Innenhafens, Auftraggeber für diese konkrete Gebäuderenovierung war das Versorgungswerk der Zahnärztekammer NRW, als Architekt wirkte die Landesentwicklungsgesellschaft NRW, die Kosten betrugen 6,5 Millionen Euro. 
Die 4500 m² Bürofläche werden von dem gemeinsamen Facility Support Service (FSS) Projekt der Armin Quester Immobilien GmbH, der Immobilien Volber Nachfolger und der GFW Duisburg vermittelt. Die GFW Duisburg veranstaltet in der Faktorei 21 auch Mittelstandsforen.